# UN-Klimakonferenz in Katowice 2018
Die UN-Klimakonferenz in Katowice 2018 (englisch United Nations Framework Convention on Climate Change, 24th Conference of the Parties, kurz COP24) fand als 24. UN-Klimakonferenz, gleichzeitig als 14. Treffen zum Kyoto-Protokoll (englisch 14th Meeting of the Parties to the 1997 Kyoto Protocol, kurz CMP 14) sowie als 3. Treffen der Conference of the Parties serving as the meeting of the Parties to the Paris Agreement (CMA) vom 2. bis 15. Dezember 2018 in Katowice in Polen statt.
Die COP24 war die Folgekonferenz der im November 2017 in Bonn unter Leitung des Inselstaats Fidschi stattgefundenen COP23 und soll die Umsetzung des in Bonn mit ca. 200 Seiten vereinbarten „Regelbuchs“ zur Umsetzung des im Jahr 2015 auf der COP21 verabschiedeten Übereinkommens von Paris („Weltklimaabkommen“) einleiten; das Folgetreffen war die COP25 in der ersten Dezemberhälfte 2019 in der spanischen Hauptstadt Madrid.

## Vorfeld und Vorbereitung
Laut dem Anfang Oktober zur Vorbereitung der COP24 veröffentlichten Sonderbericht des IPCC liegt die weltweite Durchschnittstemperatur 2018 rund ein Grad über dem Niveau der vor-industriellen Zeit. Die aktuell global praktizierte Klimapolitik würde zu einer Erderwärmung um etwa drei Grad führen. Die UN-Klimakonferenz in Paris 2015 (COP21) hatte das Übereinkommen von Paris („Weltklimavertrag“) mit einer Begrenzung der globalen Erwärmung auf möglichst maximal 1,5 °Celsius beschlossen (s. a. Zwei-Grad-Ziel). Eine in Folge des Sonderberichts 1,5 °C globale Erwärmung erstellte Studie des Berliner Forschungsinstituts Climate analytics konstatierte, dass Deutschland zur Erreichung des 1,5-°C-Ziels seine Kohleverstromung bis 2030 aufgeben müsse.
Zum Abschluss des COP-24-Vorbereitungstreffens in Bangkok demonstrierten am 8. September weltweit in 94 Ländern zusammen mehrere zehntausend Teilnehmende unter dem Motto Rise for Climate („Aufstehen fürs Klima“) für eine weltweite konsequente, wirkungsvolle und ernsthafte Klimaschutzpolitik; auf der Konferenz war (wieder einmal) die Klimafinanzierung Hauptkonfliktthema (→ Green Climate Fund, Loss and Damage), vor allem für den nach dem in Paris auf der COP23 verabschiedeten Weltklimavertrag noch nicht behandelten Zeitraum nach 2026. Daneben ist die weitere Unterscheidung zwischen „Industrie“- und „Entwicklungsländern“ umstritten: Während eine Gruppe von Entwicklungsländern um China, Indien, Iran und Saudi-Arabien (die „Gleichgesinnten“) darauf beharrt, lehnen es andere Entwicklungsländergruppen wie die Inselstaaten, die „fortschrittlichen“, lateinamerikanischen Staaten oder die ärmsten Länder ab, denn die Konfliktlinien bestünden nicht mehr zwischen Entwicklungsländern und Industriestaaten, sondern zwischen denjenigen, die für eine robuste Umsetzung des Pariser Abkommen einträten, und denen, die es abschwächen wollten.
Am 8. Oktober verkündete die Königlich Schwedische Akademie der Wissenschaften die Träger des Wirtschafts-Nobelpreises 2018, William Nordhaus und Paul Romer – für ihre Forschungen zu nachhaltigem Wirtschaftswachstum im Zusammenhang mit dem Klimawandel bzw. technischem Fortschritt.
Ebenfalls am 8. Oktober veröffentlichte die Internationale Energieagentur (IEA) ihren jährlichen Bericht zur Entwicklung der erneuerbaren Energien: danach steigt deren Anteil an der weltweiten Energieerzeugung immer schneller.
Direkt nach der Veröffentlichung des Sonderberichts des IPCC zur COP24 trafen sich am 9. Oktober in Luxemburg die EU-Umweltminister, um neue CO2-Emissions-Grenzwerte für Neuwagen zu verhandeln und zu beschließen: während die EU-Kommission und beispielsweise Deutschland für eine Reduzierung des zuletzt ab 2021 festgelegten Werts von durchschnittlich maximal 95 Gramm CO2 Ausstoß pro gefahrenen Kilometer um nochmals 30 % bis 2030 eintrat, setzten sich mehrere andere nord- und westeuropäische Staaten wie das EU-Parlament für eine Verschärfung dieses Grenzwerts um 40 % ein. Die österreichische Ratspräsidentschaft hatte den Kompromiss 35 % vorgeschlagen, auf den man sich schließlich nach fast 14-stündigen Verhandlungen einigen konnte und mit dem die Minister in die nun anschließenden Detail-Verhandlungen zwischen der EU-Kommission und dem EU-Parlament eintreten.
Der aktualisierte, Ende Oktober veröffentlichte Ressourcenbericht 2060 der Organisation für wirtschaftliche Zusammenarbeit und Entwicklung (OECD) sagt sowohl eine Verdopplung des weltweiten Rohstoffverbrauchs bis 2060 wie der globalen CO2-Emissionen vorher (unter bei weitem nicht so stark wachsender Weltbevölkerung) und empfiehlt Maßnahmen z. B. bei der Mobilität und beim Konsum – das in Paris avisierte 1,5°-Ziel wäre auf dem bisherigen Weg nicht zu erreichen. Eine Gegenstrategie wäre die weitergehende Etablierung einer Kreislaufwirtschaft mit einer Verbesserung des Recyclings und der Ressourceneffizienz.
Die EU-Kommission forderte Ende November die Verwirklichung einer „klimaneutralen“ EU-Volkswirtschaft bis 2050.
Nach einer Ende November in der wissenschaftlichen Fachzeitschrift Science Advances veröffentlichten Studie könnten sich bei anhaltender Erwärmung und Versauerung der Ozeane die Überlebensmöglichkeiten des wichtigsten menschlichen Speisefischs Atlantischer Kabeljau sowie des für viele arktische Tiere als die Nahrungsquelle dienenden Polardorschs um bis zu 50 % verringern.

### 9. Emissions Gap Report des UNEP
Nach dem vom Umweltprogramm der Vereinten Nationen (UNEP) am 23. November 2018 in Paris veröffentlichte 9. Emissions Gap Report („Jährlicher Treibhausgasreport“) ist es zwar noch möglich, die weltweite menschengemachte Erwärmung auf durchschnittlich bis 2100 auf maximal zwei Grad zu begrenzen, um jedoch die mit dem Pariser Klimaabkommen von 2015 vereinbarten Ziele zu erreichen, müssten die Länder weltweit ihre bisherigen Anstrengungen mindestens verdreifachen. Sollte man so weitermachen wie bislang, würde sich die Erdtemperatur um etwa 3,2 Grad im Vergleich zur Zeit vor der Industrialisierung erhöhen und anschließend weiter steigen.
2017 ist hiernach der weltweite CO2-Ausstoß nach drei relativ stabilen Jahren mit 53,5 Gigatonnen auf einen neuen Höchststand gestiegen, vor allem, weil die Wirtschaft weltweit wachse und gleichzeitig der Energieverbrauch nur langsam sinke, speziell aus der Energieerzeugung aus dem fossilen Energieträger Kohle. Die CO2-Konzentration in der Erdatmosphäre sei mit 405,5 ppm (Parts per Million) nun so hoch wie vor drei bis fünf Mio. Jahren und es gebe keine Anzeichen für eine Umkehrung der Trends zu langfristiger globaler Erwärmung, Meeresspiegelanstieg, Versauerung der Meere und der Häufung extremer Wetterlagen.
Besondere Sorge bereite die Verlangsamung des Rückgangs der Konzentration des im Rahmen des internationalen Ozonabkommens („Montreal-Protokoll“) verbotenen „Ozonkillers“ Trichlorfluormethan (CFC-11), ein Kühlmittel. Dies deute auf neue, illegale Produktion des Stoffs hin: die Umweltschutzorganisation Environmental Investigation Agency (EIA) nennt hier die Schaumstoffindustrie Chinas als Verursacherin.

### 14. Weltnaturschutzkonferenz
Die 14. Weltnaturschutzkonferenz mit 196 teilnehmenden Staaten fand 25 Jahre nach der Verabschiedung der UN-Biodiversitätskonvention vom 17. bis 29. November im ägyptischen Scharm asch-Schaich statt.

### G20-Gipfel in Buenos Aires
Am 30. November und 1. Dezember am Wochenende vor der Klimakonferenz fand in Buenos Aires in Argentinien der 13. G20-Gipfel der „Gruppe der zwanzig wichtigsten Industrie- und Schwellenländer“ statt (→ G20-Gipfel in Buenos Aires 2018): hier war das Klima weltweit neben Handel und Migration eines der Hauptthemen; die USA trugen hier die in der Abschlusserklärung verabschiedete Verpflichtung auf das in Paris verabschiedete Weltklimaabkommen erneut als einziger Teilnehmer nicht mit.

### Gesundheitliche Folgen der globalen Erwärmung
Ein Ende Oktober des Jahres in den Environmental Health Perspectives veröffentlichter Bericht summiert jährlich weltweit 9 bis 33 Mio. Asthma-Notfälle infolge Einatmens von Feinstaub, Ozon oder Stickstoffdioxid.
Anfang November des Jahres wies die Weltgesundheitsorganisation WHO darauf hin, dass in Afrika mittlerweile mindestens 23 % der Todesfälle umweltbedingt seien; die afrikanischen Inselstaaten äußerten den Bedarf nach mehr Hilfe, um mit den Auswirkungen des Klimawandels auf die Gesundheit fertig zu werden, z. B. der Verschlechterung der Ernährungssituation oder dem Wiederaufleben durch Mücken übertragener Krankheiten.
Nach einem Ende November veröffentlichten Bericht des Projekts des medizinischen Fachjournals „The Lancet“ mit den Vereinten Nationen und 27 führenden Forschungseinrichtungen weltweit zu den gesundheitlichen Folgen des Klimawandel für die Menschen wird der globale Temperaturanstieg immer mehr zu einer Gesundheitsgefahr: Nachdem 2017 157 Mio. mehr Personen weltweit von extremen Hitzewellen betroffen gewesen seien als um 2000, zählt der Bericht für 2017 153 Mrd. aufgrund Hitze ausgefallener Arbeitsstunden und wirtschaftliche Verluste im Volumen von 326 Mrd. US-Dollar  auf. Feinstaub und schlechte Luft zeitigten 2,9 Mio. vorzeitige Todesfälle, 90 % der in Städten lebenden Menschen hielten sich in Gebieten mit schlechter Luftqualität auf, was Erkrankungen der Atemwege und des Herz-Kreislauf-Systems zur Folge habe.

### Globales Wetter und Klima
Nach ersten Analysen der Weltwetterorganisation (WMO) von Anfang Dezember waren die Jahre 2015 bis 2018 die vier wärmsten seit Beginn der entsprechenden Aufzeichnungen im 19. Jahrhundert. So habe 2016 die globale Durchschnittstemperatur einen Rekord von plus 1,3 Grad über dem langjährigen Mittel erreicht, gefolgt von 2017 als achtwärmsten Jahr seit Beginn des 20. Jahrhunderts und 2015; 2018 sei auf dem Weg, das viertwärmste seit Messbeginn zu werden. Darüber hinaus fänden sich die 20 wärmsten Jahre in den vergangenen 22 Jahren. Für 2019 wurde die Wahrscheinlichkeit eines erneuten Auftretens des Wetterphänomens El Niño mit 75 bis 80 % angegeben, womit 2019 wiederum wärmer als 2018 ausfallen dürfte.
Nach einem am 10. Oktober veröffentlichten Bericht des UNO-Büros für Katastrophenvorsorge Genf (UNISDR) stieg die Zahl der klimabedingten Katastrophen wie Überschwemmungen, Stürme, Hitzewellen, Dürren und Waldbrände zwischen 1997 und 2017 weltweit überdurchschnittlich von 165 auf 329 pro Jahr.
Mit dem zeitweise Kategorie-5-Hurrikan „Florence“ bzw. dem „Super-Taifun“ „Mangkhut“ im September 2018 wurde erneut über den Einfluss der Erderwärmung auf das Wettergeschehen diskutiert; bei „Florence“ konnte erstmals bereits während des Geschehens hochgerechnet werden, in welchem Maß die menschengemachte globale Erwärmung ihn z. B. im Zuge der Erwärmung der Weltmeere beeinflusst habe (→ Florence / Verbindung zum Klimawandel). Am 10. Oktober traf der Hurrikan „Michael“ in der Stärke der Kategorie 4 in Florida auf die US-Südküste, erneut einige Negativ-Rekorde brechend. Ende Oktober entwickelte sich der Hurrikan Willa vor der Westküste Mexikos innerhalb zweier Tage von einem tropischen Sturm zu einem Hurrikan der höchsten Kategorie 5.
Langer und verbreiteter Regenmangel über mehrere Monate seit April bis in den Dezember des Jahres hinein führten zu anhaltender und ausgeprägter Dürre in weiten Teilen Europas, auch in Deutschland; im Zusammenhang mit dieser Dürre und Hitze wird von der internationalen Klimaforschung eine durch die Folgen der globalen Erwärmung in der Arktis bedingte Abschwächung des globalen Jetstreams diskutiert, quasi eine „Resonanz“- und damit ein Verstärkungseffekt der menschengemachten Klimakrise einhergehend mit einer Veränderung der Rossby-Wellen. Und manchmal geht dann auch die Tür des arktischen Kühlschranks in den USA auf.
Die Waldbrände in Kalifornien im November 2018 sind dort teils die schlimmsten seit Beginn der Aufzeichnungen; drei Wochen später mussten Teile der betroffenen Gebiete erneut evakuiert werden, nun aufgrund der Folgen von Sturzregen und drohender Überschwemmungen.

### Intergovernmental Panel on Climate Change (IPCC)
Nach dem Vorbereitungstreffen des Weltklimarats (IPCC) im südkoreanischen Incheon vom 1. bis 7. Oktober wurde ein von 91 Autoren aus 40 Ländern erstellter und von über 100 Staaten verabschiedeter Sonderbericht veröffentlicht; hierzu haben laut IPCC mehrere hundert Autoren und Forschende rund 6.000 entsprechende Veröffentlichungen analysiert: Danach wäre das im Weltklimaabkommen von Paris vereinbarte 1,5-°C-Ziel gerade noch erreichbar, allerdings nur mit „schnellen und weitreichenden, bisher nicht dagewesenen Maßnahmen“, wenn also die globalen Treibhausgas-Emissionen viel schneller als bislang geplant reduziert würden. So müssten diese bis 2030 um ca. 45 % unter das Niveau von 2010 und um 2050 auf netto null sinken, dann also für jede emittierte Tonne CO2 der Erdatmosphäre gleich viel Treibhausgas entzogen werden z. B. durch Anpflanzung zusätzlicher Wälder. Mit hoher Sicherheit wäre der negative Einfluss des Klimawandels auf die terrestrischen Ökosysteme durch das Artensterben bei 1,5 Grad Temperaturzunahme „signifikant kleiner“ und die Risiken für die Biodiversität in den Ozeanen geringer.
Der Sonderbericht quantifiziert und vergleicht u. a. Szenarien einer globalen Erwärmung um 1,5 oder um 2 °Celsius: Bei einer auf 1,5 °C gelingenden Begrenzung würde z. B. der Anstieg der Meeresspiegel im 21. Jahrhundert um etwa zehn Zentimeter geringer ausfallen als bei 2 °C, bei einer Zunahme von 1,5 °C würden 70 bis 90 % der Korallenriffe in den Ozeanen untergehen, bei einem Temperaturanstieg um 2 °C 99 %.
Die EU-Kommission versprach umgehend stärkere Klimaschutz-Anstrengungen mittels einer auf 2050 ausgerichteten Langfrist-Strategie; die am Zustandekommen des Weltklimaabkommens beteiligte ehemalige deutsche Umweltministerin Barbara Hendricks (SPD) sprach sich für einen größeren Beitrag des Verkehrssektors durch beispielsweise eine Stärkung des ÖPNV bzw. der Elektromobilität aus. Die amtierende deutsche Bundesumweltministerin Svenja Schulze (SPD) wollte beim Klimaschutz keine Zeit mehr verlieren, die deutsche Bundesforschungsministerin Anja Karliczek (CDU) forderte eine stärkere Berücksichtigung des wissenschaftlichen Potenzials zum Klimaschutz.

### Brasilien
Der am 28. Oktober bei den Präsidentschaftswahlen für Brasilien – ursprünglich Gastgeberland der Folgekonferenz COP25 – gewählte rechtsgerichtete und rechtspopulistische, teils als rechtsextrem und faschistisch eingeordnete Politiker Jair Bolsonaro hatte in seinem Wahlkampf einen Austritt seines Landes aus dem 2015 beschlossenen Weltklimaabkommen angekündigt, ein Schritt, den 2016 bereits für die USA Trump vollzogen hatte. Darüber hinaus will Bolsonaro den Schutz der für den globalen CO2-Gehalt in der Atmosphäre bedeutsamen Amazonas-Regenwälder zurückfahren und entsprechende Aktivitäten teils militärisch bekämpfen und einschränken.
Am 28. November des Jahres teilte das brasilianische Außenministerium mit, dass Brasilien 2019 nicht Gastgeber der COP25 sein können werde – wegen finanzieller Engpässe und des anstehenden Regierungswechsels. Der designierte Präsident Bolsonaro erklärte, er habe die Regierung zu dieser Entscheidung gedrängt, weil die Hoheit Brasiliens über den Amazonas-Regenwald in Gefahr sei. Laut britischem Fernsehsender BBC erreicht die Abholzung des brasilianischen Regenwalds 2018 den höchsten Stand seit zehn Jahren: zwischen August 2017 und Juli 2018 wurden 7.900 km² Wald abgeholzt, zusammen mehr als die Fläche einer Mio. Fußballfelder und 13 % mehr als 2017. 2017 war die Abholzung um 16 % gegenüber 2016 zurückgegangen, 2012 war mit 4.500 km² ein bisheriger Tiefststand erreicht.

### Deutschland
Im Zusammenhang um „Divestment“-Bemühungen erklärte z. B. Anfang Mai 2018 der deutsche Versicherungs-Großkonzern Allianz, dass er aus der Einzelversicherung von Kohlekraftwerken und Kohleabbau aussteigen wolle und nicht mehr in Unternehmen investieren wolle, welche das Ziel des Pariser Klimaabkommens gefährdeten, die Erderwärmung auf unter zwei Grad zu begrenzen. Bis 2040 wolle sich der Konzern in Absprache mit betroffenen Kunden schrittweise ganz aus dem Kohlegeschäft zurückziehen. Anfang November erklärte auch der drittgrößte europäische Versicherungskonzern Generali seinen Rückzug aus der Versicherung Kohle-basierter Industrien.
Nach dem von Deutschland und Polen gemeinsam getragenen 9. Petersberger Klimadialog vom 18. bis 19. Juni 2018 in Berlin mit dem Motto Changing together for a just transition („Gemeinsamer Wandel für eine gerechte Transition“) summierte die deutsche Umweltministerin Svenja Schulze (SPD) in einer Zwischenbilanz stellvertretend für die Bundesregierung, dass die deutschen Klimaziele für das Jahr 2020 verfehlt würden, elektrischer Strom in der BRD zwar inzwischen zu 36 % erneuerbar, in Deutschland der Ausstieg aus der Kohleverstromung jedoch die wohl größte Herausforderung sei und 2019 ein eigenes Klimaschutzgesetz erlassen werden solle. Erneut wurde für die Suche nach einem Konsens die Methode des beim Vorgänger COP23 2017 in Bonn vom Gastgeberland Fidschi eingeführten „Talanoa-Dialogs“ angewandt. Der Fraktionsvorsitzende Anton Hofreiter der deutschen Bündnis 90/Die Grünen im Bundestag forderte daraufhin die Regierung der viertgrößten Industrienation der Welt und größten Verstromer von Braunkohle zu konkreten Klimaschutzmaßnahmen auf und zu einer Trendwende auch beim Verkehr sowie bei Gebäude- und Landwirtschaft; 7 bis 10 Gigawatt Braunkohlestrom seien angesichts einer Überproduktion sofort abzuschalten, es gehe schließlich um die Lebensgrundlagen insbesondere der Kinder. Nach übereinstimmender Meinung Regierungsvorsitzenden Angela Merkel und Mateusz Morawiecki sei der Verkehrssektor einer der größten Hemmschuhe in den Klimaschutzbemühungen.
Der nationale Konflikt um eine „tatsächliche“ Energiewende mit einem konsequenten Kohleausstieg fokussierte und kulminierte Anfang Oktober in den Auseinandersetzungen und den Protest um die Besetzung und Räumung des von den Rheinisch-Westfälische Elektrizitätswerken (RWE) zur weiteren Tagebauförderung der als besonders umweltschädlich geltenden Braunkohle vorgesehenen Hambacher Forsts, die zeitlich parallel zur Installation der Kommission für Wachstum, Strukturwandel und Beschäftigung eskalierten. Mehrere wissenschaftliche Gutachten belegten, dass eine weitere Braunkohleförderung nicht notwendig sei; nach begonnener Räumung der teils jahrzehntelangen Besetzung mit tausenden Polizeikräften zog sich die Polizei nach einer schließlich gerichtlich für den 6. Oktober 2018 doch zugelassenen Großdemonstration mit zwischen 30. und 50.000 Teilnehmenden und einem Gerichtsbeschluss zu einem Rodungsstopp wieder komplett aus dem Wald zurück.
Laut einem vom deutschen Nachrichtenmagazin Der Spiegel Anfang Oktober veröffentlichten Bundestagspapier leben in Deutschland ca. 3 Mio. Menschen in Küstenregionen, die infolge des klimawandelbedingten globalen Anstiegs der Meeresspiegel durch Überschwemmungen gefährdet sind; weltweit lebten demnach derzeit ca. 200 Mio. Menschen in Küstenbereichen mit nur fünf oder weniger Metern über dem Meeresspiegel. Die Zahl der so vom Anstieg der Meeresspiegel Betroffenen könnte bis zum Ende des 21. Jahrhunderts auf bis zu 400 bis 500 Mio. steigen.

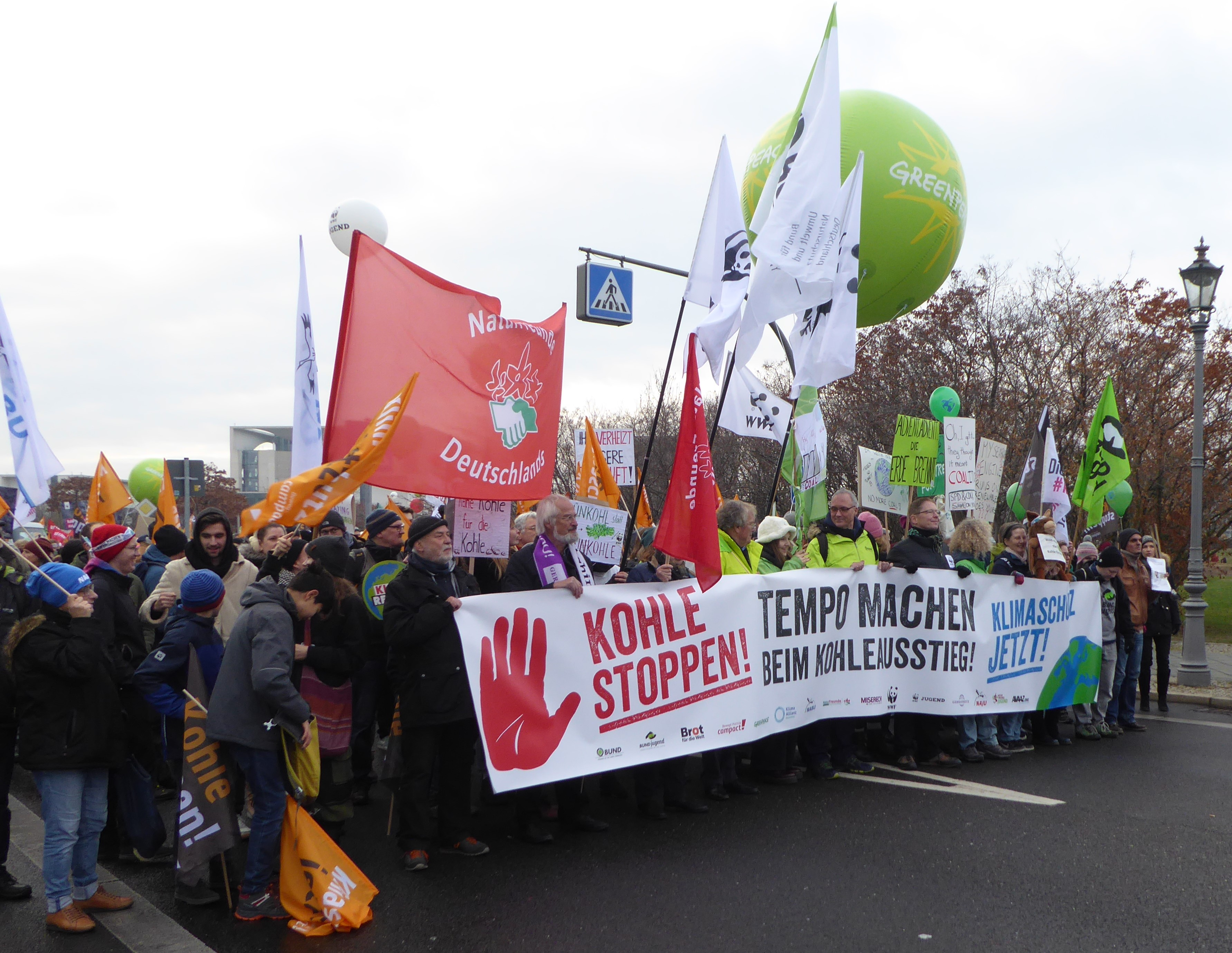
Demonstrationen im Vorfeld der Konferenz am 1. Dezember 2018 in Berlin und Köln: „Kohle stoppen!“ – „Klimaschutz jetzt!“

Am 1. Dezember 2018 demonstrierten in Berlin und Köln unter dem Motto „Kohle Stoppen! – Klimaschutz jetzt!“ nach Angaben der Veranstalter zusammen knapp 40.000 Menschen für einen raschen und konsequenten Kohleausstieg.
Zum Auftakt der Klimakonferenz schlugen der Klimawissenschaftler Hans Joachim Schellnhuber, der Politologe Claus Leggewie und der Ökonom David Löw Beer die Gründung eines Staatsfonds als marktwirtschaftliches Instrument für den Klimaschutz mit einem Volumen von bis zu 0,6 Billionen Euro vor, dessen Ziel das Setzen eines eindeutigen Zeichens in Richtung einer Nachhaltigkeitstransformation sei. Der Fonds soll dabei aus höheren Abgaben auf Treibhausgasemissionen durch Kohlenstoffdioxid sowie – zwecks CO2-Bepreisung auch des vergangenen Ausstoßes – aus einer höheren Erbschaftsteuer gespeist werden. Mittel würden entweder unmittelbar in Infrastrukturprojekte fließen oder in den Staatsfonds, der nach festgelegten Kriterien in Unternehmen mit Nutzen für Klimaschutz und Energiewende investiert.
Im Verlauf der der Konferenz wurde am 14. Dezember „Heißzeit“ als Charakterisierung des Hitze-Sommers 2018 und ernstzunehmende Warnung zu den Folgen der globalen Erwärmung von der Gesellschaft für deutsche Sprache (GfdS) in Wiesbaden zum deutschen „Wort des Jahres“ gewählt.

#### „Kohlekommission“
Die Anfang Oktober des Jahres zur Organisation eines deutschen „Kohleausstiegs“ installierte „Kommission für Wachstum, Strukturwandel und Beschäftigung“ vertagte sich auf 2019.

### USA
Angesichts der katastrophalen Waldbrände in Kalifornien vor allem im November 2018 bezeichnete US-Präsident Trump die aktuelle globale Erwärmung nun doch als existent, bezweifelte aber weiterhin die wissenschaftlichen Analysen zu dessen anthropogenen Ursachen.
Nach dem Ende November 2018 vom Weißen Haus ohne weiteren Kommentar veröffentlichten jährlichen „nationalen Klimabericht“ werde bei einem „Weiter so“ der Klimawandel das US-Bruttoinlandsprodukt zum Ende des Jahrhunderts mit jährlichen Verlusten um Hunderte Mrd. Dollar in einigen Wirtschaftssektoren um 10 % verringern, „mehr als die derzeitige Wirtschaftsleistung vieler US-Bundesstaaten“. Trump höhnte derweil via Twitter angesichts eines für die Jahreszeit ungewöhnlichen Kälteeinbruchs in den USA, „was eigentlich mit der globalen Erderwärmung passiert sei“.
Teils entgegen den Erwartungen und entgegen der Ankündigung Trumps von 2017, 2020 aus dem 2015 in Paris verabschiedeten Weltklimaabkommen auszutreten, arbeiteten die USA im Hintergrund konstruktiv mit.

## Gastgeberland und Verhandlungsführer Polen
Die Konferenz findet zum Hauptteil in einem umgestalteten ehemaligen Bergwerk statt. Katowice liegt im „schlesischen Kohlebecken“, wo sich laut der Weltgesundheitsorganisation (WHO) die meisten der 33 polnischen von den 50 schlimmsten europäischen Smog-Städten befinden.
Nachdem die EU-Kommission Ende November das Ziel einer CO2-freien EU-Wirtschaft bis 2050 ausgegeben hatte, teilte Polens Energieminister Krzysztof Tchórzewski laut der Nachrichtenagentur Polska Agencja Prasowa (PAP) mit, sein Land könne dem nicht folgen. Polen erzeugte zu dieser Zeit rund 80 % seiner elektrischen Energie aus Kohleverstromung, bis 2030 soll dieser Anteil noch immer bei rund 60 % liegen.

## Ziele
Auf der COP24 in Katowice soll festgelegt werden, welche Rechte und Pflichten die einzelnen Staaten haben, um das in Paris anvisierte 1,5°-Ziel zu erreichen. Dabei spielen einheitliche oder zumindest vergleichbare Methoden für die Messung von Treibhausgasen eine wesentliche Rolle – diese existieren bislang lediglich für die „Industrieländer“; die „Entwicklungsländer“ müssen in diesem Zusammenhang noch Berichtssysteme aufbauen.

## Verlauf
Frankreichs Premierminister Édouard Philippe sagte infolge der Krawalle im Zusammenhang mit den Protestaktionen der Gelbwestenbewegung am 1. Dezember in Paris seine Teilnahme an der COP24 ab.
Wie bei mittlerweile vielen vorangegangenen UN-Klimakonferenzen wurde auch in Katowice bis zuletzt um Ergebnisse gerungen, und das Treffen musste verlängert werden: Im Textentwurf für die Abschlusserklärung umstritten waren z. B. die finanziellen Hilfen für betroffene Länder sowie der Umgang mit dem IPCC-Sonderbericht mit der dringlichen Mahnung zum 1,5-Grad-Ziel; Kritik gab es auch dafür, dass das Thema zu Schäden und Verlusten nur als Fußnote auftauche.
Erst am Freitagmorgen vor Konferenzabschluss gelang es, aus den Verhandlungsergebnissen einen 144-seitigen Entwurf vorzulegen, 185 Textstellen waren bis zur Einigung umstritten.
Die deutsche Delegation hatte sich gegen Ende der Konferenz der High Ambition Coalition ("Koalition der Hoch-Ambitionierten") angeschlossen, einem Bündnis aus Entwicklungs- und Industrieländern, das auf ein starkes Abkommen drängte. U. a. Saudi-Arabien erwies sich als bremsend. UNO-Generalsekretär Antonio Guterres, der erneut angereist war, versuchte die Verhandlungen mit bilateralen Gesprächen zu unterstützen. Im Gegenzug versuchte eine Gruppe aus den vier fossilen Energiemächten Saudi-Arabien, Russland, Kuwait und den Vereinigten Staaten unter Präsident Donald Trump die kurz zuvor im Sonderbericht 1,5 °C globale Erwärmung publizierten Aussagen des Weltklimarates IPCC zu hintertreiben, dass zur Vermeidung einer katastrophalen globalen Erderwärmung die Treibhausgasemissionen rasch und sofort reduziert werden müssen. So lehnten es alle vier Staaten ab, den Bericht mit seinen Erkenntnissen zu "begrüßen" und stimmten stattdessen nur der deutlich schwächeren Formulierung zu, ihn "zur Kenntnis zur nehmen".
Nach einer Nachtsitzung wurde die Klimakonferenz am 15. Dezember fortgesetzt; auch am ersten Verlängerungstag blockierten mehrere Staaten die Beschlussfassung, darunter vor allem Brasilien, was nach den Wahlen Ende Oktober zum Januar bzw. Februar 2019 vor einem Regierungswechsel unter dem neuen Präsidenten Bolsonaro steht.
Die Rede der schwedischen Schülerin und Klimaschutzaktivistin Greta Thunberg, die sich auch mit dem UN-Generalsekretär traf, wurde im Internet viral geteilt und in den deutschen Medien häufig kommentiert.

## Ergebnisse
Am 15. Dezember 2018 spätabends konnte die Konferenz einen Kompromiss als Ergebnis verkünden, dass der Anstieg der Erderwärmung auf zwei Grad begrenzt werden soll, gemessen an vorindustriellen Werten. Als neue „Normen“ gelten hierbei zum Beispiel:
- Ein UN-Komitee soll dokumentieren, wie die einzelnen Länder den von ihnen selbst gesetzten Emissionszielen genügen.
- Transparenzregeln und Standards zur CO2-Erfassung zur Nachvollzieh- und Vergleichbarkeit der jeweiligen nationalen Anstrengungen zur Zielerreichung. Ärmeren Ländern wird dabei mehr Zeit gewährt zur Schaffung entsprechender technischer Voraussetzungen.
- Schäden und Verluste durch den Klimawandel (→ Loss and Damage) werden bei nun regelmäßigen Bestandsaufnahmen zur Umsetzung des Pariser Abkommens erfasst. Dies gilt als Erfolg der besonders bedrohten Inselstaaten, welche für den Umgang mit den entsprechenden Schäden mehr Unterstützung fordern.
- Die Industriestaaten legen nun alle zwei Jahre einen Bericht über ihre Finanzhilfen für Anpassung und Klimaschutz vor.
- Ab 2020 sollen die Staaten alle zwei Jahre berichten, welche Maßnahmen sie ergreifen, um ihre Treibhausgasemissionen zu senken.
- Ab 2023 soll nun alle fünf Jahre bilanziert werden, ob die Anstrengungen der Staaten die Erderwärmung wirksam begrenzen können.
- Ab 2025 sollen die Industriestaaten und freiwillig die Schwellenländer ihre Finanzhilfen für die Anpassung an den Klimawandel weiter aufstocken; alle Zahlungen und ihre Effekte müssen genau dokumentiert werden.
- Am internationalen Handel mit CO2-Zertifikaten dürfen nur Länder teilnehmen, die regelkonforme Ziele zur Begrenzung ihrer entsprechenden Emissionen verfolgen.

Die verabschiedeten Regeln sind kein „Muss“, sollen aber durch „Naming and Shaming“ („Nennen und Beschämen“) wirksam werden, indem entsprechende Länder bei Verletzungen öffentlich angeprangert werden.
Ein Konflikt um Berechnungsverfahren beim Emissionsrechtehandel wurde vertagt.

### Einordnung
Umweltorganisationen wie Greenpeace oder der deutsche BUND kritisierten enttäuscht die Ergebnisse als zu unkonkret: Noch immer fehlten Angaben der einzelnen Nationen zum Start spürbarer Reduktion ihrer Treibhausgas-Emissionen. Der WWF kritisierte die Aufgabe des 1,5°-Ziels.
Hilfsorganisationen protestierten, dass sich die reicheren Staaten auch zur Bewältigung von Klimafolgeschäden gewährte Kredite voll auf ihre entsprechenden Leistungen anrechnen lassen könnten – gemäß den in Paris 2015 getroffenen Vereinbarungen müssen die Industrieländer ab 2020 jährlich 100 Mrd. Dollar für Klimaschutz und Anpassung in ärmeren Staaten zur Verfügung stellen.